# العلاقات المالديفية التشادية
العلاقات المالديفية التشادية هي العلاقات الثنائية التي تجمع بين المالديف وتشاد.

## مقارنة بين البلدين
هذه مقارنة عامة ومرجعية للدولتين:
| وجه المقارنة                                              | المالديف       | تشاد                      |
| --------------------------------------------------------- | -------------- | ------------------------- |
| المساحة (كم2)                                             | 298            | 1.28 مليون                |
| عدد السكان (نسمة)                                         | 436.33 ألف     | 15.23 مليون               |
| الكثافة السكانية (ن./كم²)                                 | 146.42 ألف     | 11.9                      |
| العاصمة                                                   | ماليه          | انجمينا                   |
| اللغة الرسمية                                             | اللغة الديفهي  | لغة فرنسية، اللغة العربية |
| العملة                                                    | روفيه مالديفية | فرنك وسط أفريقي           |
| الناتج المحلي الإجمالي (بليون دولار)                      | 4.60 مليار     | 9.98 مليار                |
| الناتج المحلي الإجمالي (تعادل القوة الشرائية) بليون دولار | 5.23 مليار     | 30.54 مليار               |
| الناتج المحلي الإجمالي الاسمي للفرد دولار أمريكي          | 8.39 ألف       | 775                       |
| الناتج المحلي الإجمالي للفرد دولار أمريكي                 | 12.53 ألف      | 2.18 ألف                  |
| مؤشر التنمية البشرية                                      | 0.706          | 0.392                     |
| رمز المكالمات الدولي                                      | +960           | +235                      |
| رمز الإنترنت                                              | .mv            | .td                       |
| المنطقة الزمنية                                           | ت ع م+05:00    | ت ع م+01:00               |

## منظمات دولية مشتركة
يشترك البلدان في عضوية مجموعة من المنظمات الدولية، منها:
| علم المنظمة | اسم المنظمة                        | تاريخ انضمام المالديف | تاريخ انضمام تشاد |
| ----------- | ---------------------------------- | --------------------- | ----------------- |
|             | وكالة ضمان الاستثمار متعدد الأطراف | 19 مايو 2005          | 11 يونيو 2002     |
|             | منظمة التعاون الإسلامي             | ?                     | ?                 |
|             | منظمة الشرطة الجنائية الدولية      | ?                     | ?                 |
|             | منظمة حظر الأسلحة الكيميائية       | ?                     | ?                 |
|             | منظمة التجارة العالمية             | ?                     | ?                 |
|             | الأمم المتحدة                      | 21 سبتمبر 1965        | 20 سبتمبر 1960    |
|             | مؤسسة التمويل الدولية              | 2 فبراير 1983         | 2 أبريل 1998      |
|             | يونسكو                             | 18 يوليو 1980         | 19 ديسمبر 1960    |
|             | مؤسسة التنمية الدولية              | 13 يناير 1978         | 7 نوفمبر 1963     |
|             | البنك الدولي للإنشاء والتعمير      | 13 يناير 1978         | 10 يوليو 1963     |
|             | الاتحاد البريدي العالمي            | ?                     | ?                 |
|             | الاتحاد الدولي للاتصالات           | 28 فبراير 1967        | 25 نوفمبر 1960    |

## وصلات خارجية
- موقع وزارة الخارجية المالديفية